# Kessab
Kessab (in arabo كسب‎?, Kasab; in armeno Քեսապ?, Kesab) è una città della Siria situata nel governatorato di Laodicea, al confine con la Turchia. Kessab sorge in una zona a maggioranza armena e rappresenta uno dei principali centri storici e culturali della comunità armena in Siria. Prima dello scoppio della guerra civile siriana Kessab era caratterizzata da un'ampia industria turistica, che attraeva turisti siriani da Aleppo e Laodicea.